# Rhein-Flugzeugbau X-114
Die RFB X-114 war ein sechssitziges Bodeneffektfahrzeug von Rhein-Flugzeugbau aus dem Jahr 1977, das sowohl für Flüge in Bodennähe unter Ausnutzung des Bodeneffekts, als auch für Flüge in bodenfernen Bereichen geeignet war. Die Entwicklung des Versuchsträgers erfolgte auf Veranlassung des Bundesverteidigungsministeriums, um die Brauchbarkeit von Bodeneffektfahrzeugen für Transport- und Überwachungsaufgaben im Hochseebereich praktisch nachzuweisen.

## Geschichte
Die RFB X-114 setzte die mit der Collins X-112 und der RFB X-113 von Alexander Lippisch begonnene Reihe von Erprobungsträgern für Bodeneffekt-Studien fort. Wie ihre beiden Vorgänger war die X-114 in erster Linie für die effiziente, bodennahe Fortbewegung unter Ausnutzung des Bodeneffekts konzipiert. Gleichzeitig sollte sie aber als Flugboot auch in der Lage sein, größere Flughöhen zu erreichen. Nachdem die grundsätzlichen Prinzipien des Bodeneffekts und ihre Nutzung mit der RFB X-113 mit Versuchsflügen auf dem Bodensee und auf der Weser bis 1972 ausreichend nachgewiesen werden konnten, beabsichtigten Alexander Lippisch und Hanno Fischer den Bau eines größeren Fahrzeugs, das einerseits die Hochseetauglichkeit nachweisen, andererseits aber auch die kommerzielle Nutzung des Bodeneffekts erstmals belegen sollte. Lippisch und Fischer legten dem Verteidigungsministerium 1974 den Entwurf eines 300-Tonnen-Flugbootes vor, das bei einer 20-stündigen Einsatzzeit einen Aktionsradius von 2000 km haben sollte. Das Bundesverteidigungsministerium beauftragte Rhein-Flugzeugbau im Februar 1975 mit der Entwicklung eines weiteren Versuchsboots, mit dem das Einsatzprofil des Entwurfs von Lippisch und Fischer nachgewiesen werden sollte. Der Versuchsträger sollte Platz für sechs Passagiere oder die Ausrüstung zur U-Boot- und See-Aufklärung aufnehmen können und bei typischem Hochseegang einsatzfähig sein.

## Konstruktion
Die RFB X-114 wurde, anders als der Trimaran X-113, als Katamaran ausführt. Nach dem Lippisch-Prinzip erhielt die X-114 einen umgekehrten Deltaflügel. Der GFK-Rumpf wird in geschlossener Schlauchbauweise ausgeführt. Als Antrieb kam ein 200 PS starker Lycoming IO-360 Motor zum Einsatz, der eine auf dem Rumpf aufgesetzte Mantelschraube antrieb. Um auch an Land operieren zu können, erhielt die X-114 ein einziehbares Fahrwerk. Die X-114 erhielt verschiedene Neuerungen, die vor allem die Nutzung des Bodeneffekts beeinflussen sollten. Hierzu gehörte ein variabler Schwimmer, die Umleitung der Schubluft des Antriebs unter den Stauflügel und eine Klappensteuerung.

## Bauphase und Erprobung
Wie beim X-113 begannen Lippisch und Fischer 1975 mit Vorversuchen an ferngesteuerten Flugmodellen, die die neuen Technologien zunächst in kleinem Maßstab nachweisen sollten. Kurz vor Baubeginn des eigentlichen Versuchsträgers verstarb Alexander Lippisch am 11. Februar 1976 in Cedar Rapids in den USA. Volkmar Wilckens übernahm daraufhin die Rolle des wissenschaftlichen Leiters im X-114 Projekt. Der Erstflug unter Führung von Wilckens fand am 15. April 1977 statt. Das Erprobungsprogramm bei RFB umfasst 25 Flüge mit einer Gesamtdauer von 7,5 Stunden. Wilckens entwickelte während der Erprobung ein Echtzeitgerät zur Bestimmung von Wellenhöhe und -länge, dessen Signale auf die Steuerung der X-114 aufgeschaltet wurden. Nachdem die Flugerprobung eine ausreichende Stabilität und Steuerbarkeit nachgewiesen hatte, wurde die X-114 zur Hochsee-Erprobung an die Erprobungsstelle 71 der Bundeswehr in Eckernförde übergeben und mit der militärischen Erprobungszulassung „98+29“ versehen. Das Flugboot zeigte während der Erprobung ein stabiles Betriebsverhalten. Probleme ergaben sich allerdings bei der Längsstabilität. Daher wurde die X-114 während der Erprobung mehrfach modifiziert, unter anderem erhält die X-114 Hydrofoils zur Längsstabilisierung. Bei einem der Versuchsflüge zum Test der Hydrofoils unterschnitt die X-114 die Wasseroberfläche. Beim anschließenden Aufschlag des Rumpfs auf das Wasser wurde das Boot weitgehend zerstört.

## Technische Daten
| Kenngröße             | RFB X-114                            | RFB 215                              | RFB SSF-I                     |
| --------------------- | ------------------------------------ | ------------------------------------ | ----------------------------- |
| Besatzung             | 1                                    | 1                                    |                               |
| Passagiere            | 5                                    | 5                                    |                               |
| Länge                 | 12,83 m                              | 12,80 m                              | 22,00 m                       |
| Spannweite            | 7,00 m                               | 7,00 m                               | 12,40 m                       |
| Höhe                  | 2,92 m                               | 2,90 m                               | 6,50 m                        |
| Flügelfläche          | 29,10 m²                             | 29,10 m²                             | 100,00 m²                     |
| Flügelstreckung       | 1,7                                  | 1,7                                  |                               |
| Gleitzahl             |                                      |                                      |                               |
| Geringstes Sinken     |                                      |                                      |                               |
| Nutzlast              | 460 kg                               | 690 kg                               | 4500 kg                       |
| Leermasse             | 1040 kg                              | 840 kg                               | 5500 kg                       |
| max. Startmasse       | 1500 kg                              | 1530 kg                              | 10.000 kg                     |
| Reisegeschwindigkeit  | 150 km/h                             | 150 km/h                             | 100 km/h                      |
| Höchstgeschwindigkeit |                                      |                                      |                               |
| Dienstgipfelhöhe      | 800 m                                | 1,5 m                                |                               |
| Reichweite            | 2000 km                              | 2350 km                              | 800 km                        |
| Triebwerke            | ein Lycoming IO-360, 200 PS (147 kW) | ein Lycoming IO-360, 260 PS (191 kW) | zwei P&W PT6, 550 kW (748 PS) |

## Folge-Entwürfe
Nach dem Ausfall des Versuchsträgers legte Hanno Fischer dem Bundesverteidigungsministerium Entwürfe für einen neuen Versuchsträger vor.
- RFB 215 – 1530 kg Startmasse, 1460 sm Reichweite
- RFB X-117 – 4–5-sitziges Taxi-Stauflügelboot, auch als Zollüberwachungsboot in Thailand angeboten
- RFB Riverbus 15 – 15-sitziges Taxi- und Fähr-Stauflügelboot
- RFB SSF-I – 30-sitziges Fähr-Stauflügelboot mit 10 Tonnen Startmasse, mit 2 × 748-PS-P&W-PT6-Motoren, 500 sm Reichweite

Das Bundesverteidigungsministerium war an einer weiteren Entwicklung der Stauflügelboote nicht mehr interessiert. Auch Dritte, wie Zoll und Polizei waren an einer Entwicklung solcher Fahrzeuge Ende der siebziger Jahre nicht interessiert. Rhein-Flugzeugbau beendete daraufhin Anfang der achtziger Jahre seine Aktivitäten im Bereich Bodeneffekt.
Hanno Fischer übernahm daraufhin die Entwicklung von Rhein-Flugzeugbau und setzte die Bodeneffekt-Forschung mit Klaus Matjasic in seinem 1979 gegründeten Ingenieurbüro Fischer Flugmechanik unabhängig von RFB auf eigene Kosten fort.

## Patente aus der X-114 Entwicklung
- DE2508205 – variabler Schwimmer, Feb. 1975[3]
- DE2540847 – Umleitung von Schubluft unter den Stauflügel, Sept. 1975[4]
- DE2547945 – flexibler, leichter Flügel für Stauflügel-Fahrzeuge, Okt. 1975[5]
- DE2627389 – Flap Controls für Stauflügel-Fahrzeuge, Juni 1976[6]

## Vergleichbare Typen
- Collins X-112

## Verwandte Entwicklungen
- RFB X-113 (Vorgänger)